# Upplands runinskrifter 922
Runinskrift U 922 är huggen på en runsten som är gömd under golvet i Uppsala domkyrka, bredvid kung Gustav Vasas grav. Den är i Pr4 (Urnes) stil, mäter 2,85 m i höjd och 1,5 m i bredd. Nyfunnen 1972.

## Historia
Runstenens existens var först dokumenterad av Johannes Bureus år 1594, och år 1666, kommenterade Johannes Schefferus stenen som en av många runstenar som hade på denna tid uppfattats som hedniska och därför hade använts som konstruktionsmaterial för domkyrkan. Schefferus ansåg U 922 att vara den mest betydande av dessa stenar, och han beklagade att delar var under pelaren och att det kunde därför inte läsas helt. År 1675 upptäckte Olof Verelius att det hade gjorts till minnet av en resande till Grekland, men den franska resenären Aubry de La Motraye skrev hem år 1712, att han hade informerats om att det hade gjorts till minne av en resenär till Jerusalem. Den sista att rapportera att inskriptionen var synlig var Olof Celsius år 1729, och det verkar att den snart täcktes av ett nytt lager golv. År 1950 begärde professor Elias Wessén och länets förvaltare av antikviteter  att stenen tas fram för bättre analys tillsammans med tre andra runstenar, men begäran avslogs av Kungliga Byggnadsstyrelsen (KBS) på grund av oro för säkerheten.
I kyrkan finns sammanlagt 14 stycken runstenar, där endast 2 är synliga (U 922 och U 924).
Ígulbjörn visas också på en annan runsten i Uppsala domkyrka, U 925, tillverkad av Ígulbjörn till minne av sin son Gagʀ som dog "i söder", med "Syd" sannolikt med hänvisning till det Bysantinska riket.

## Inskriften
Translitterering av runraden:
§P ikimuntr ' uk þorþr · ¶ [iarl ' uk uikibiarn · litu ' risa · stain ' at] ikifast · faþur [· sin sturn·maþr '] ¶ sum ' for ' til · girkha ' hut ' sun ' ionha · uk · at · igulbiarn · in ybiʀ [· risti ·] 
§Q [iarl ' uk uikibiarn · litu ' risa · stain ' at] ikifast · faþur [· sin sturn·maþr '] ¶ ikimuntr ' uk þorþr · sum ' for ' til · girkha ' hut ' sun ' ionha · uk · at · igulbiarn · in ybiʀ [· risti ·]
Normalisering till runsvenska:
§P Ingimundr ok Þorðr, Iarl ok Vigbiorn(?) letu ræisa stæin at Ingifast, faður sinn, styrimaðr, sum for til Girkia ut, sunn Iona(?), ok at Igulbiorn. En Øpiʀ risti. 
§Q Iarl ok Vigbiorn(?) letu ræisa stæin at Ingifast, faður sinn, styrimaðr. Ingimundr ok Þorðr, sum for til Girkia ut, sunn Iona(?), ok at Igulbiorn. En Øpiʀ risti.
Översättning till nusvenska:
Ingemund och Tord, Jarl och Vigbjörn (?) läto resa stenen efter Ingefast, sin fader, skepps hövdingen, som for ut till Grekland, son till ionha, och efter Igulbjörn. Och Öpir ristade.